# Kupres (FBiH)
Kupres è un comune della Federazione di Bosnia ed Erzegovina (FBiH) situato nel Cantone della Bosnia Occidentale con 5.573 abitanti al censimento 2013.
In seguito agli Accordi di Dayton il comune venne diviso tra la Federazione di Bosnia ed Erzegovina e la Repubblica Serba di Bosnia ed Erzegovina (Kupres in RS).
È stato creato in seguito agli Accordi di Dayton unendo le località di Mrđanovci e Šemenovci.

## Località
La municipalità di Kupres è composta dalle seguenti 36 località:
- Barjamovci
- Begovo Selo
- Bili Potok
- Blagaj
- Botun
- Brda
- Bućovača
- Donje Ravno
- Donje Vukovsko
- Donji Malovan
- Goravci
- Gornje Ravno
- Gornje Vukovsko
- Gornji Malovan
- Kudilji
- Kukavice
- Kupres
- Kute
- Mlakva
- Mrđanovci
- Mrđebare
- Mušić
- Novo Selo
- Odžak
- Olovo
- Osmanlije
- Otinovci
- Rastičevo
- Rilić
- Stražbenica
- Suhova
- Šemenovci
- Vrila
- Zanaglina
- Zlosela
- Zvirnjača